# Томас Мангриотис
Томас Мангриотис (на гръцки: Θωμάς Μαγκριώτης) е гръцки бизнесмен и политик от първата половина на XX век.

## Биография
Роден е в 1882 година в южномакедонския град Енидже Вардар, тогава в Османската империя. Занимава се с бизнес. Избран е за депутат от ном Пела от Кооперативната селска партия в 1926 година с 1083 гласа. В 1942 година по време на германската окупация на града става кмет на Енидже Вардар. Убит е на 14 септември 1944 година от паравоенната команда на Фридрих Шуберт в така нареченото Ениджевардарско клане.
В 1971 година в Ендже Вардар е поставен негов мраморен бюст, дело на скулптора Танасис Минопулос.